# Owingsville
Owingsville è un comune degli Stati Uniti d'America, situato nello Stato del Kentucky, nella contea di Bath, della quale è il capoluogo.